# GOLDEN☆BEST 桜田淳子
『GOLDEN☆BEST 桜田淳子』（ゴールデンベスト さくらだじゅんこ）は、桜田淳子のベスト・アルバム。2007年7月25日発売。発売元はビクターエンタテインメント。

## 解説
各レコード会社から発売されている“ゴールデン☆ベスト”シリーズの中のひとつで、ビクターエンタテインメントから発売された第2弾（第1弾は岩崎宏美）。オリコン・ヒットチャートでのセールス枚数が高い順に収録されるという、明瞭なコンセプトを持った廉価版ベスト・アルバム。
本アルバム以前に発売されたベスト盤は、収録曲をそのままに、タイトルや価格等を変えて何度も発売されていた。
同年8月、9月、10月には、オリジナル・アルバムが紙ジャケットで復刻された（全19作品）。

## 収録曲
1. はじめての出来事（3:18）
作詞：阿久悠、作曲：森田公一、編曲：竜崎孝路
第26回NHK紅白歌合戦 歌唱曲
2. 十七の夏（3:39）
作詞：阿久悠、作曲：森田公一、編曲：竜崎孝路
3. しあわせ芝居（3:48）
作詞・作曲：中島みゆき、編曲：船山基紀
第29回NHK紅白歌合戦 歌唱曲
4. 夏にご用心（2:26）
作詞：阿久悠、作曲：森田公一、編曲：高田弘
第27回NHK紅白歌合戦 歌唱曲
5. ひとり歩き（2:46）
作詞：阿久悠、作曲・編曲：筒美京平
6. ねえ!気がついてよ（3:24）
作詞：阿久悠、作曲・編曲：大野克夫
7. 天使のくちびる（3:07）
作詞：阿久悠、作曲：森田公一、編曲：竜崎孝路
8. ゆれてる私（3:03）
作詞：阿久悠、作曲：森田公一、編曲：竜崎孝路
9. 花物語（2:45）
作詞：阿久悠、作曲：中村泰士、編曲：あかのたちお
10. 泣かないわ（2:47）
作詞：阿久悠、作曲：森田公一、編曲：萩田光雄
11. 気まぐれヴィーナス（2:55）
作詞：阿久悠、作曲：森田公一、編曲：船山基紀
第28回NHK紅白歌合戦 歌唱曲
12. もう一度だけふり向いて（2:57）
作詞：阿久悠、作曲：穂口雄右、編曲：高田弘
13. リップスティック（4:17）
作詞：松本隆、作曲・編曲：筒美京平
14. 三色すみれ（3:03）
作詞：阿久悠、作曲：中村泰士、編曲：馬飼野康二
15. 黄色いリボン（2:54）
作詞：阿久悠、作曲・編曲：森田公一
第25回NHK紅白歌合戦 歌唱曲
16. 追いかけてヨコハマ（2:47）
作詞・作曲：中島みゆき、編曲：船山基紀
17. わたしの青い鳥（3:03）
作詞：阿久悠、作曲：中村泰士、編曲：高田弘
18. あなたのすべて（3:19）
作詞：阿久悠、作曲：和泉常寛、編曲：船山基紀
19. もう戻れない（2:46）
作詞：阿久悠、作曲：筒美京平、編曲：船山基紀
20. 白い風よ（3:22）
作詞：石森史郎、作曲：桑原研郎、編曲：竜崎孝路
21. サンタモニカの風（3:22）
作詞：阿久悠、作曲・編曲：萩田光雄
第30回NHK紅白歌合戦 歌唱曲
22. 花占い（2:46）
作詞：阿久悠、作曲：中村泰士、編曲：あかのたちお
23. 天使も夢みる（2:23）
作詞：阿久悠、作曲：中村泰士、編曲：高田弘
24. 20才になれば（3:27）
作詞・作曲：中島みゆき、編曲：船山基紀